# Aya Nielsen
Aya Nielsen (født 6. november 1980 i København) er en dansk stripper og nøgenmodel, der også har medvirket i en række svenske hardcore-sexfilm.

## Filmografi
- Jens Lyn renser by'n! (2000)
- Lolitaens dagbog (2000)
- Lustgården (2000)
- Ridskolan (2001)
- Lolitans sommarlov (2001)
- Vikingalegenden (2001)
- Nordiske godter (2001)
- Nordiska nybörjare 5 (2002)
- Svensk lusta (2002)
- 150 Nordiska kaskader (2002)
- Nordiska nybörjare 6 (2002)
- Ridskolan 2: Sexskolan (2003)
- En Viking i Hollywood (2003)